# Eulersche Zahlen
Die Eulerschen Zahlen oder manchmal auch Euler-Zahlen (nach Leonhard Euler) sind eine Folge {\displaystyle E_{n}} ganzer Zahlen, die durch die Taylorentwicklung der Hyperbelfunktion Secans hyperbolicus
{\displaystyle \operatorname {sech} (x)={\frac {1}{\cosh(x)}}={\frac {2}{e^{x}+e^{-x}}}=\sum _{n=0}^{\infty }E_{n}{\frac {x^{n}}{n!}}}
definiert sind.
Sie sind nicht zu verwechseln mit den zweiparametrigen Euler-Zahlen {\displaystyle E(n,k)}.

## Zahlenwerte
Die ersten Eulerschen Zahlen {\displaystyle E_{n}\neq 0} lauten
| {\displaystyle n} | {\displaystyle E_{n}} |
| ----------------- | --------------------- |
| 0                 | 1                     |
| 2                 | −1                    |
| 4                 | 5                     |
| 6                 | −61                   |
| 8                 | 1385                  |
| 10                | −50521                |
| 12                | 2702765               |
| 14                | −199360981            |
| 16                | 19391512145           |
| 18                | −2404879675441        |
| 20                | 370371188237525       |

Alle Eulerschen Zahlen mit ungeradem Index sind Null, während diejenigen mit geradem Index alternierendes Vorzeichen haben.
Ferner besitzen die positiven Werte, mit Ausnahme von E0 bei Division durch 10 den Rest 5 und die negativen Werte modulo 10 den Rest −1 bzw. Wert 9.
Manche Autoren lassen die Zahlen mit ungeradem Index ganz weg, halbieren die Indizes sozusagen, da dort die Werte mit 0 nicht betrachtet werden, und definieren ihre Euler-Zahlen als verbleibende Folge. Manchmal werden die Eulerschen Zahlen auch so definiert, dass sie alle positiv sind, sprich unseren {\displaystyle (-1)^{n}E_{2n}} entsprechen.

## Eigenschaften

### Asymptotisches Verhalten
Für das asymptotische Verhalten der Eulerschen Zahlen gilt
{\displaystyle E_{2n}\sim (-1)^{n}\,8\,{\sqrt {\frac {n}{\pi }}}\left({\frac {4n}{\pi e}}\right)^{2n}=(-1)^{n}{\frac {\sqrt {e}}{2}}\left({\frac {4n}{\pi e}}\right)^{2n+{\frac {1}{2}}}}
oder präziser
{\displaystyle {\frac {E_{2n}}{(2n)!}}\sim 2\,(-1)^{n}\left({\frac {2}{\pi }}\right)^{2n+1}}
mit der  ~-Äquivalenz-Notation.

### Rekursionsgleichung
Eine leicht zu merkende Form der Rekursionsgleichung mit dem Startwert {\displaystyle E_{0}=1} lautet
{\displaystyle \forall \,n\in \mathbb {N} \colon \quad (E+1)^{n}+(E-1)^{n}=0}
wobei {\displaystyle E^{n}} als {\displaystyle E_{n}} zu interpretieren ist und woraus
{\displaystyle \forall \,n\in \mathbb {N} \colon \quad \sum _{k=0}^{n}\left(1+(-1)^{n-k}\right){n \choose k}E_{k}=0}
bzw. durch Indextransformation die explizite Gestalt
{\displaystyle \forall \,n\in \mathbb {N} \colon \quad E_{n}=-\sum _{k=1}^{\lfloor n/2\rfloor }{n \choose 2k}E_{n-2k}}
folgt.

### Geschlossene Darstellungen
Die Eulerschen Zahlen lassen sich sogar exakt
{\displaystyle \forall \,n\in \mathbb {N} _{0}\colon \quad E_{2n}={\frac {(2n)!\,2^{2n+2}}{(-1)^{n}\pi ^{2n+1}}}\sum _{k=0}^{\infty }{\frac {(-1)^{k}}{(2k+1)^{2n+1}}}={\frac {(2n)!\,2}{(-1)^{n}(2\pi )^{2n+1}}}\left(\zeta (2n+1,{\tfrac {1}{4}})-\zeta (2n+1,{\tfrac {3}{4}})\right)}
mittels der  Hurwitzschen Zetafunktion {\displaystyle \zeta } falls {\displaystyle n\not =0} ist, darstellen.
Und unter Ausnutzung ihrer  Funktionalgleichung (dort mit m=1, n=4) die elegante Beziehung
{\displaystyle E_{2n}=4^{2n+1}\zeta (-2n,{\tfrac {1}{4}})}
aufstellen, die diese Zahlen als skalierte Funktionswerte dieser auf {\displaystyle \mathbb {C} \setminus \{1\}} holomorphen Funktion identifiziert.
Somit erhalten wir auch
{\displaystyle E_{2n}=-4^{2n+1}{\frac {B_{2n+1}({\tfrac {1}{4}})}{2n+1}}}
was einen direkten Zusammenhang mit den Bernoulli-Polynomen {\displaystyle B_{n}(x)} und somit zu den Bernoulli-Zahlen herstellt. Außerdem gilt
{\displaystyle E_{2n}={\frac {(-1)^{n}4^{n+1}(2n)!}{\pi ^{2n+1}}}\cdot \beta (2n+1),}
wobei {\displaystyle \beta (s)} die Dirichletsche Betafunktion bezeichnet.

## Eulersche Polynome
Nicht zu verwechseln mit den Euler-Polynomen
Die Eulerschen Polynome {\displaystyle {\text{E}}_{n}\colon \mathbb {R} \to \mathbb {R} } werden meistens durch ihre erzeugende Funktion
{\displaystyle {\frac {2e^{xt}}{e^{t}+1}}=\sum _{n=0}^{\infty }{\text{E}}_{n}(x){\frac {t^{n}}{n!}}}
implizit definiert.
Die ersten lauten
{\displaystyle {\text{E}}_{0}(x)=1}
{\displaystyle {\text{E}}_{1}(x)=x-{\tfrac {1}{2}}}
{\displaystyle {\text{E}}_{2}(x)=x^{2}-x=x(x-1)}
{\displaystyle {\text{E}}_{3}(x)=x^{3}-{\tfrac {3}{2}}x^{2}+{\tfrac {1}{4}}={\tfrac {1}{4}}(2x-1)(2x^{2}-2x-1)}
{\displaystyle {\text{E}}_{4}(x)=x^{4}-2x^{3}+x=x(x-1)(x^{2}-x-1)}
{\displaystyle {\text{E}}_{5}(x)=x^{5}-{\tfrac {5}{2}}x^{4}+{\tfrac {5}{2}}x^{2}-{\tfrac {1}{2}}={\tfrac {1}{2}}(2x-1)(x^{2}-x-1)^{2}}
{\displaystyle {\text{E}}_{6}(x)=x^{6}-3x^{5}+5x^{3}-3x=x(x-1)(x^{4}-2x^{3}-2x^{2}+3x+3)}
Man kann sie aber auch zu {\displaystyle {\text{E}}_{0}(x)=1} und dann für {\displaystyle n\in \mathbb {N} } über die Gleichung
{\displaystyle {\text{E}}_{n}(x)=\int _{c}^{x}n{\text{E}}_{n-1}(t)\,{\text{d}}t}
induktiv definieren, wobei die untere Integrationsgrenze {\displaystyle c} für ungerades {\displaystyle n} 1/2 ist und für gerades {\displaystyle n} Null ist.
Die Eulerschen Polynome sind symmetrisch um {\displaystyle {\tfrac {1}{2}}}, d. h.
{\displaystyle {\text{E}}_{n}({\tfrac {1}{2}}+x)=(-1)^{n}{\text{E}}_{n}({\tfrac {1}{2}}-x)\qquad {\text{bzw.}}\qquad {\text{E}}_{n}(x+1)=(-1)^{n}{\text{E}}_{n}(-x)}
und ihre Funktionswerte an den Stellen {\displaystyle {\tfrac {1}{2}}} und {\displaystyle 0} der Beziehung
{\displaystyle {\text{E}}_{n}({\tfrac {1}{2}})=2^{-n}E_{n}}
und
{\displaystyle {\text{E}}_{n-1}(0)=(2^{n+1}-2){\frac {B_{n}}{n}}}
genügen, wobei {\displaystyle B_{n}} die Bernoulli-Zahl zweiter Art bezeichnet. Ferner haben wir die Identität
{\displaystyle {\text{E}}_{n}(x+1)+{\text{E}}_{n}(x)=2x^{n}}
Das Eulersche Polynom {\displaystyle {\text{E}}_{n}} hat für {\displaystyle n>5} weniger als {\displaystyle n} reelle Nullstellen.
So hat zwar {\displaystyle {\text{E}}_{5}} fünf (allerdings zwei doppelte, sprich nur drei verschiedene), aber schon {\displaystyle {\text{E}}_{6}} nur die zwei (trivialen) Nullstellen bei 0 und bei 1.
Sei {\displaystyle R(n)=\{x\in \mathbb {R} \colon {\text{E}}_{n}(x)=0\}} die Nullstellenmenge. Dann ist
{\displaystyle -{\tfrac {1}{2}}|R(n)|+1\leq \min R(n)\leq \max R(n)\leq {\tfrac {1}{2}}|R(n)|}
– wobei im Fall n=5 die Anzahl {\displaystyle |R(5)|} als 5 zu bewerten ist, da die Nullstellen mit ihrer Vielfachheit gezählt werden müssen – und es gilt
{\displaystyle \lim _{n\to \infty }{\frac {|R(n)|}{n}}={\frac {2}{\pi e}}\approx 0{,}2342}
wobei die Funktion {\displaystyle |\cdot |} angewandt auf eine Menge eigentlich deren Elementanzahl angibt.

## Vorkommen

### Taylorreihen
Die Folge der Eulerschen Zahlen {\displaystyle E_{n}} tritt zum Beispiel in der Taylorentwicklung von
{\displaystyle \sec(x)={\frac {1}{\cos(x)}}={\frac {1}{\cosh(\mathrm {i} \,x)}}=\sum _{n=0}^{\infty }(-1)^{n}E_{2n}{\frac {x^{2n}}{(2n)!}}}
auf. Sie ist verwandt mit der Folge der Bernoulli-Zahlen {\displaystyle B_{n}}, was man auch an der Darstellung
{\displaystyle \operatorname {csch} (x)={\frac {1}{\sinh(x)}}=\sum _{n=0}^{\infty }(2-2^{n})B_{n}{\frac {x^{n-1}}{n!}}}
erkennt.
Aus dem Konvergenzradius der Taylorentwicklung der Sekans-funktion – der Cosinus im Nenner dort wird 0 bei {\displaystyle {\tfrac {\pi }{2}}} – von {\displaystyle {\tfrac {\pi }{2}}} folgt aus dem Wurzelkriterium das {\displaystyle \limsup \log \left|{\tfrac {E_{n}}{n!}}\right|\sim n\log \left({\tfrac {2}{\pi }}\right)} asymptotisch gelten muss.
Sie treten natürlich auch in den Taylorreihen der höheren Ableitungen vom Secans hyperbolicus bzw. der Gudermannfunktion auf.

### Integrale
Auch bei manchen  uneigentlichen Integralen treten sie auf; beispielsweise bei dem Integral
{\displaystyle \int \limits _{0}^{\infty }{\frac {\ln ^{n}(x)}{1+x^{2}}}\,dx=|E_{n}|\left({\frac {\pi }{2}}\right)^{n+1}}.

### Permutationen
Die Eulerschen Zahlen kommen beim Zählen der Anzahl alternierender Permutationen mit gerader Elementanzahl vor. Eine alternierende Permutation von Werten ist eine Auflistung dieser Werte {\displaystyle a_{1},a_{2},\ldots ,a_{2n}}, so dass diese Permutation kein Tripel {\displaystyle a_{j-1},a_{j},a_{j+1}} mit {\displaystyle 1<j<2n} enthält, das  geordnet ist. Allgemein gilt für die Anzahl {\displaystyle A_{2n}} der alternierenden Permutationen von {\displaystyle 2n} Elementen (die vergleichbar sind)
{\displaystyle A_{2n}=2|E_{2n}|},
wobei der Faktor zwei dadurch entsteht, dass man jede Permutation durch Umdrehen der Reihenfolge in eine andere alternierende Permutation überführen kann. Für eine beliebige (also auch ungerade) Anzahl {\displaystyle n\in \mathbb {N} _{0}} gilt
{\displaystyle A_{n}=2\,n!\,\alpha _{n}}
mit {\displaystyle \alpha _{0}=\alpha _{1}=1} und
{\displaystyle \alpha _{n}={\frac {1}{2n}}\sum _{j=0}^{n-1}\alpha _{j}\alpha _{n-1-j}}
für {\displaystyle n\geq 2}, womit man einen weiteren effizienten Algorithmus auch zur Bestimmung der {\displaystyle E_{2n}} erhält. Für ungerades {\displaystyle n} werden die Werte {\displaystyle {\tfrac {A_{n}}{2}}} auch  Tangentenzahlen genannt.